# Pseudoliparis belyaevi
Pseudoliparis belyaevi is een straalvinnige vissensoort uit de familie van slakdolven (Liparidae). De wetenschappelijke naam van de soort is voor het eerst geldig gepubliceerd in 1993 door Andriashev & Pitruk.